# Giro di Campania 1977
Il Giro di Campania 1977, quarantacinquesima edizione della corsa, si svolse il 26 giugno 1977 su un percorso di 267 km; la corsa fu valida anche come campionato nazionale italiano in linea (sessantasettesima edizione). La vittoria fu appannaggio di Enrico Paolini, che completò il percorso in 7h14'48", precedendo Marcello Bergamo e Francesco Moser. 
Sul traguardo di Sorrento 37 ciclisti portarono a termine la competizione. 

## Ordine d'arrivo (Top 10)
| Pos. | Corridore                | Squadra            | Tempo    |
| ---- | ------------------------ | ------------------ | -------- |
| 1    | Enrico Paolini           | Scic               | 7h14'48" |
| 2    | Marcello Bergamo         | Zonca-Santini      | s.t.     |
| 3    | Francesco Moser          | Sanson             | s.t.     |
| 4    | Alfio Vandi              | Magniflex-Torpado  | s.t.     |
| 5    | Vittorio Algeri          | G.B.C. Itla        | s.t.     |
| 6    | Carmelo Barone           | Fiorella Mocassini | s.t.     |
| 7    | Walter Riccomi           | Scic               | s.t.     |
| 8    | Gianbattista Baronchelli | Scic               | a 20"    |
| 9    | Giancarlo Bellini        | Brooklyn           | a 32"    |
| 10   | Wilmo Francioni          | Magniflex-Torpado  | s.t.     |